# Chalciope mygdonias
Chalciope mygdonias là một loài bướm đêm trong họ Noctuidae.